# Hypostomus unae
Hypostomus unae és una espècie de peix de la família dels loricàrids i de l'ordre dels siluriformes.

## Morfologia
Els mascles poden assolir els 17,1 cm de longitud total.

## Distribució geogràfica
Es troba a Sud-amèrica: conca del riu Una (Bahia, Brasil).